# Václav Panocha
Václav Panocha (6. prosince 1913 Kralupy nad Vltavou – 5. května 1945 u zámku Veltrusy) byl český dělník, skaut a odbojář z období druhé světové války.

## Život
Václav Panocha se narodil 6. prosince 1913 v Kralupech nad Vltavou v rodině klempíře. Ve Veltrusích se vyučil cukrářem a stal se vedoucím oldskautů. Členem skauta byl od roku 1922. Dne 29. června 1940 se oženil s Marií Nerudovou z Prahy a narodila se jim dcera. Po německé okupaci pracoval rovněž ve Veltrusích jako dělník. V květnu 1945 se připojil ke všeobecnému povstání, během kterého se dne 5. května účastnil zajišťování zbraní ve Veltruském zámku. Německá posádka zámku si vysílačkou povolala pomoc a během vzniklé přestřelky Václav Panocha padl v blízké aleji. Pohřben byl na hřbitově ve Veltrusích.

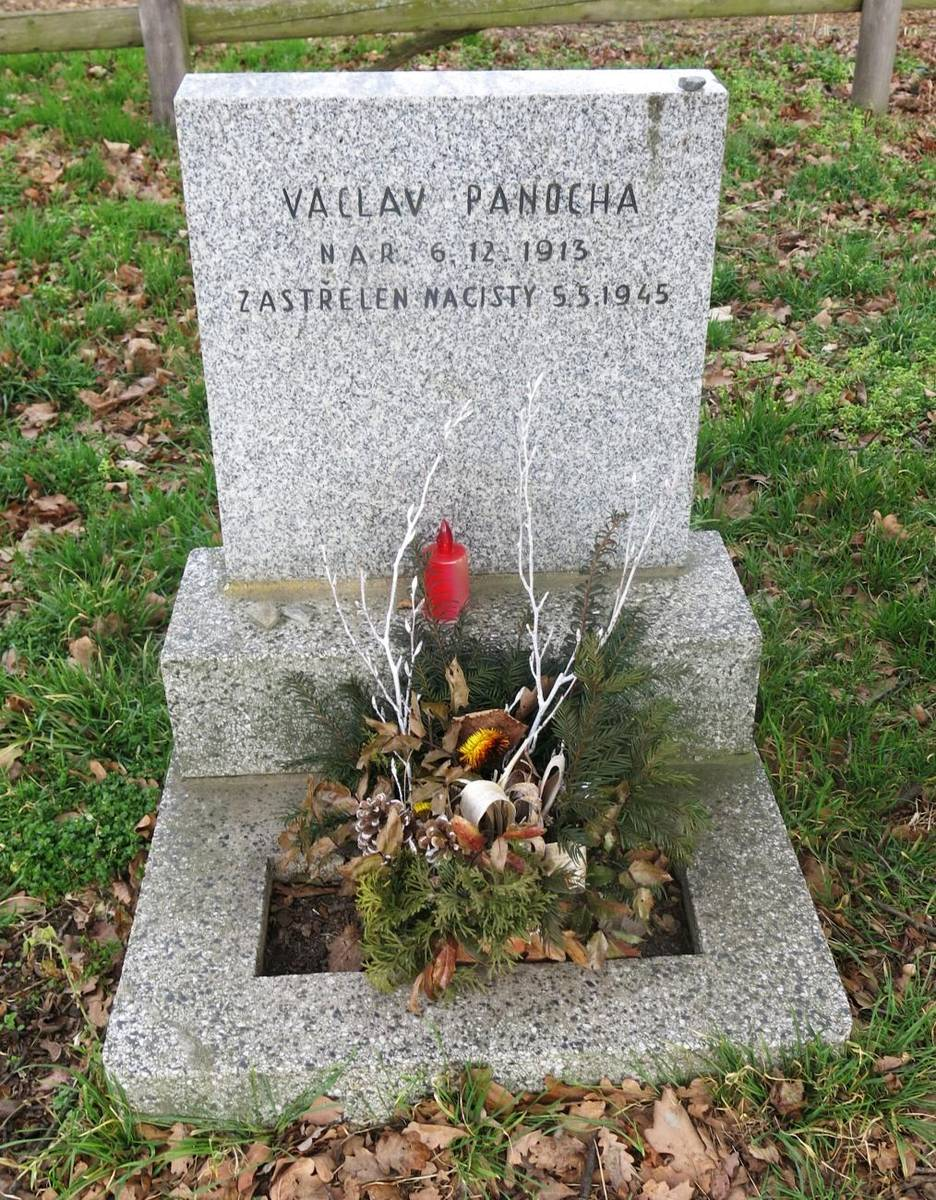
Pomník Václava Panochy v zámeckém parku Veltrusy

## Posmrtná ocenění
- Dne 7. května 1946 byl Václavu Panochovi in memoriam udělen Československý válečný kříž 1939
- Po Václavu Panochovi je ve Veltrusích pojmenována jedna z ulic
- Východně od zámku ve Veltrusích byl Václavu Panochovi vztyčen pomník[3]